# Magán
Magán es un municipio y localidad española de la provincia de Toledo, en la comunidad autónoma de Castilla-La Mancha. El término municipal tiene una población de 4114 habitantes (INE 2024).

## Toponimia
El término "Magán" parece derivarse de un antropónimo a raíz del hallazgo de algunas inscripciones latinas. Palomar propone la raíz Mac- que se derivaría de *mak-, 'crecer', presente en leguas celtas, griego, latín y germánico.

## Geografía
El municipio se encuentra situado «en un bajo resguardado de los vientos del E.». Pertenece a la comarca de La Sagra y linda con los términos municipales de Cabañas de la Sagra, Villaluenga de la Sagra, Villaseca de la Sagra, Mocejón y Olías del Rey, todos de Toledo.
El nombre de Magán, es de origen iraní. En la actual situación de la villa, se encontraba un castillo de caballeros-sacerdotes sufíes denominado "Magán" (podríamos decir equivalentes a los monjes-caballeros templarios). Este castillo fue conquistado por las tropas de García Ibáñez, que proveniente de los montes astur-leoneses, se unieron a las tropas de Alfonso VI en la toma de Toledo. García Ibáñez recibió su mayorazgo con el nombre de Magán (textos históricos consultados en la Biblioteca Nacional por el autor de estas líneas: Julio Ignacio Magán).

## Historia
De origen romano, tendría gran importancia durante el medievo por su cercanía a Toledo.
De los tiempos de la dominación musulmana quedan, al norte de la localidad, las ruinas de una fortaleza que parece ser árabe, y en un cerro, al este, los restos de un castillo de la misma época. Tras el fracaso de los almorávides en la conquista de Toledo en 1114, Magán y otras localidades vecinas sufrieron las represalias de estos ejércitos.
En el siglo XIII algunas de las tierras del municipio fueron donadas a la Orden de Monfragüe, después fusionada en la de Calatrava.
A mediados del siglo XIX tenía 200 casas y el presupuesto municipal ascendía a 12 000 reales de los cuales 7000 eran para pagar al médico y 1600 al secretario.

## Administración y política
| Periodo   | Nombre                                                                        | Partido            |
| --------- | ----------------------------------------------------------------------------- | ------------------ |
| 1979-1983 | Luis del Ordi Martín                                                          | UCD                |
| 1983-1987 | Luis del Ordi Martín                                                          | AP                 |
| 1987-1991 | Luis del Ordi Martín                                                          | PP                 |
| 1991-1995 | Jesús Aranda Muñoz                                                            | PP                 |
| 1995-1999 | Jesús Aranda Muñoz                                                            | PP                 |
| 1999-2003 | Jesús Aranda Muñoz                                                            | PP                 |
| 2003-2007 | Jesús Aranda Muñoz                                                            | PP                 |
| 2007-2011 | Jesús Aranda Muñoz                                                            | PP                 |
| 2011-2015 | Enrique Julián Hijosa García                                                  | PP                 |
| 2015-2019 | Mª del Carmen Pedraja Nieto (2015-2017) José Luis Martínez García (2017-2019) | PSOE Independiente |
| 2019-2023 | José Luis Martínez García                                                     | PP                 |
| 2023-act. | José Luis Martínez García                                                     | PP                 |

## Demografía
Cuenta con una población de 4114 habitantes (INE 2024).
| Gráfica de evolución demográfica de Magán entre 1842 y 2021                                                                                                  |
| |
| Población de derecho según los censos de población del INE Población de hecho según los censos de población del INEEn estos censos se denominaba Magar: 1842 |

| 1081                     | 1122 | 1127 | 1137 | 1163 | 1227 | 1317 | 1500 | 1662 | 1989 |
| (Fuente: <-- INE-es -->) |      |      |      |      |      |      |      |      |      |

NOTA: La cifra de 1996 está referida a 1 de mayo y el resto a 1 de enero.

## Patrimonio

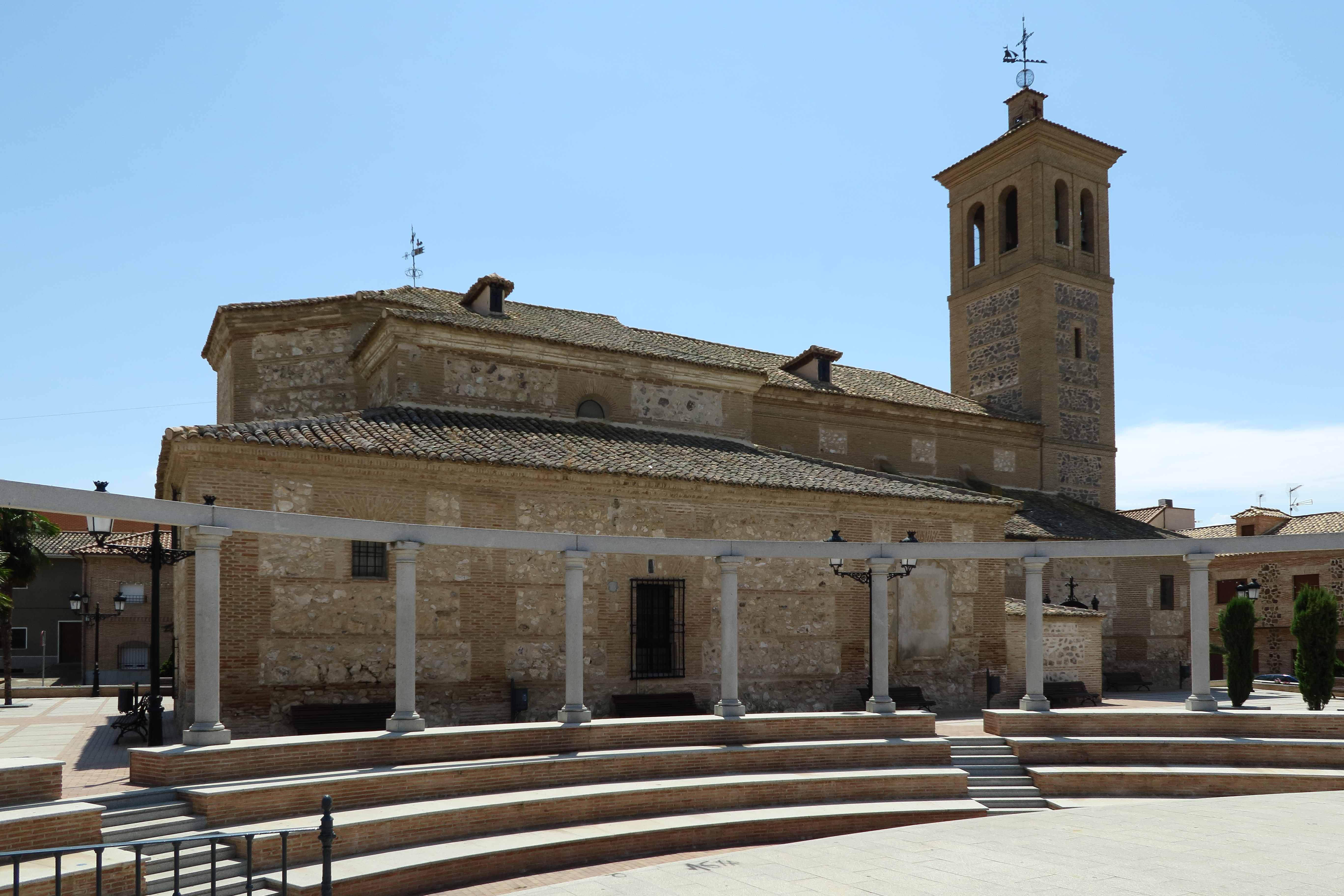
Iglesia de Santa Marina

En la localidad se encuentra una iglesia parroquial bajo la advocación de Santa Marina, de estilo mudéjar-renacentista del siglo XVI. Planta de tres naves sobre ocho columnas de piedra.

## Fiestas
- Último fin de semana de julio: Virgen del Carmen.
- 18 de julio: Santa Marina.
- Penúltimo fin de semana de agosto. Purísima Concepción.